# Notholaena squamosa
Notholaena squamosa là một loài thực vật có mạch trong họ Adiantaceae. Loài này được (Gillies & Hook. ex Grev.) Hook. & Baker miêu tả khoa học đầu tiên năm 1868.